# Richard Jordan Gatling
Richard Jordan Gatling (12/09/1818 - 26/02/1903) là nhà khoa học, quân sự người Mỹ, được mọi người biết đến với phát minh lịch sử Gatling Gun (chính là tiền thân của khẩu Hỏa thần M61 Vulcan và M134).

## Một nhà khoa học trong chiếc áo Blu trắng
Gatling vốn là một bác sĩ, hành ghề ở tiểu bang Ohio. Một ngày ông nhận ra rằng số lượng các chàng trai trẻ đang sống cuộc sống vô vọng ngày một tăng lên. Họ chết vì bệnh tật nhiều hơn là do súng đạn của kẻ thù. Điều đó khiến ông nảy ra một sáng kiến. Ông quyết định tìm cách chế tạo ra một khẩu súng có thể cứu sống được nhiều người, mà khẩu súng đó theo ông nhận định, nó có thể làm việc thay cho 100 người và một nhà khoa học bước ra đời thường từ một chiếc áo blu trắng.

## Ý tưởng những khẩu súng máy
Gatling buộc sáu thúng thuốc súng quanh một cái trục xoay rồi chế tạo ra phương tiện để bắn và nạp đạn tự động. Súng máy của ông có thể bắn ra 350 viện đạn một phút, gấp 100 lần súng trường. Cuối năm 1862, vũ khí này đã sẵn sàng đi vào sản xuất. Nhưng lửa đã thiêu rụi nhà máy và mọi kế hoạch của ông tiêu tan.
Cuối cùng loại súng của ông đã thể hiện được sức mạnh hoả lực khủng khiếp khi được quân miền Bắc đem ra chiến trường. Sau chiến tranh, quân đội Mỹ đặt mua 1000 khẩu súng mới của ông và chẳng mấy chốc mọi lực lượng quân đội trên thế giới đều mua nó. Súng máy trở thành một phương tiện chiến tranh hiệu quả.
Súng của Gatling là công ghệ tiến tiến nhất cho tới ngày nay. Thế hệ mới của nó đang được dùng trong các lực lượng không quân. Vũ khí này có thể bắn hơn 4000 phát đạn/phút.

## Các bằng sáng chế của Richard Jordan Gatling

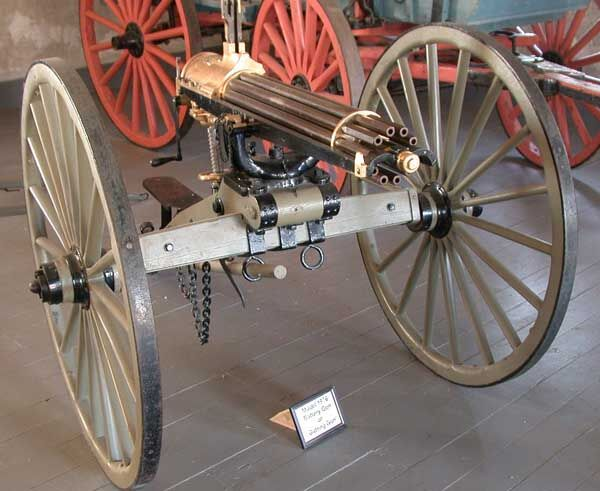

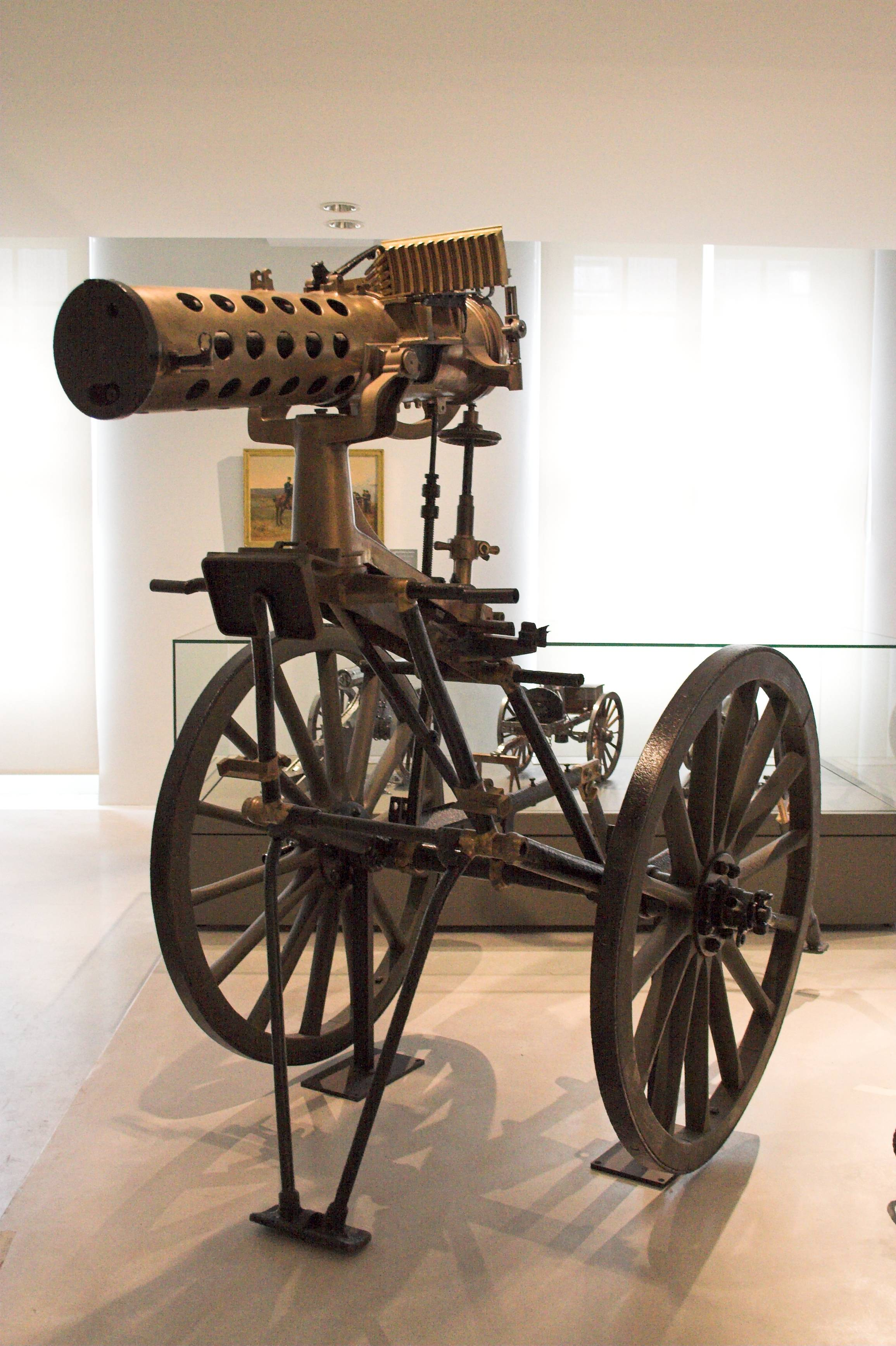

Trong thời thơ ấu tại Murfreesboro, Bắc Carolina:
- Bằng sáng chế Hoa Kỳ số 3,581 -- Seed-Planter, ngày 10 tháng 5 năm 1844
- Bằng sáng chế Hoa Kỳ số 5,073 -- Hemp and Flax Brake, ngày 17 tháng 4 năm 1847
- Bằng sáng chế Hoa Kỳ số 5,130 -- Shovel-Plow, ngày 29 tháng 5 năm 1847
- Bằng sáng chế Hoa Kỳ số 5,703 -- Grain-Drill, ngày 10 tháng 8 năm 1848

Sau khi chuyển đến Indianapolis, Indiana:
- Bằng sáng chế Hoa Kỳ số 16,476 -- Steam-Plow, ngày 27 tháng 1 năm 1857
- Bằng sáng chế Hoa Kỳ số 28,465 -- Steam-Plow, ngày 29 tháng 5 năm 1860
- Bằng sáng chế Hoa Kỳ số 28,978 -- Rotary-Cultivator (Improvement in Cotton-Cultivators), ngày 3 tháng 7 năm 1860
- Bằng sáng chế Hoa Kỳ số 29,072 -- Making Laths, ngày 10 tháng 7 năm 1860
- Bằng sáng chế Hoa Kỳ số 29,875 -- Hemp Brake, ngày 4 tháng 9 năm 1860
- Bằng sáng chế Hoa Kỳ số 30,059 -- Improvement in Machine-Gearing, ngày 18 tháng 9 năm 1860
- Bằng sáng chế Hoa Kỳ số 32,600 -- Steam-Plow, ngày 18 tháng 6 năm 1861
- Bằng sáng chế Hoa Kỳ số 36,402 -- Construction of Ships (Improved Steam Marine Ram), ngày 9 tháng 9 năm 1862 (for ramming and sinking other ships)
- Bằng sáng chế Hoa Kỳ số 36,836 -- Machine Gun, ngày 4 tháng 11 năm 1862 (first Gatling Gun patent)[1]
- Bằng sáng chế Hoa Kỳ số 47,631 -- Machine Gun, ngày 9 tháng 5 năm 1865
- Bằng sáng chế Hoa Kỳ số 78,953 -- Priming Metallic Cartridges, ngày 16 tháng 6 năm 1868
- Bằng sáng chế Hoa Kỳ số 96,793 -- Girder, ngày 16 tháng 11 năm 1869
- Bằng sáng chế Hoa Kỳ số 102,675 -- Improvement in Metallic Cartridges, ngày 3 tháng 5 năm 1870
- Bằng sáng chế Hoa Kỳ số 112,138 -- Revolving Battery Gun, ngày 28 tháng 2 năm 1871

Sau khi chuyển đến Hartford, Connecticut:
- Bằng sáng chế Hoa Kỳ số 125,563 -- Improvement in Revolving Battery Guns, ngày 9 tháng 4 năm 1872
- Bằng sáng chế Hoa Kỳ số 145,563 -- Traversing Mechanisms for Machine-Guns, ngày 16 tháng 12 năm 1873
- Bằng sáng chế Hoa Kỳ số 222,351 -- Culinary Apparatus, ngày 9 tháng 12 năm 1879
- Bằng sáng chế Hoa Kỳ số 311,973 -- Breech Loading Ordnance, ngày 10 tháng 2 năm 1885
- Bằng sáng chế Hoa Kỳ số 380,756 -- Apparatus for Casting Ordnance, ngày 10 tháng 4 năm 1888
- Bằng sáng chế Hoa Kỳ số 399,516 -- Combined Torpedo and Gun Boat, ngày 12 tháng 3 năm 1889
- Bằng sáng chế Hoa Kỳ số 423,045 -- Mold Core, ngày 11 tháng 3 năm 1890
- Bằng sáng chế Hoa Kỳ số 424,288 -- Torpedo and Gun Boat, ngày 25 tháng 3 năm 1890
- Bằng sáng chế Hoa Kỳ số 427,847 -- Pneumatic Gun and Torpedo Boat, ngày 13 tháng 5 năm 1890
- Bằng sáng chế Hoa Kỳ số 427,848 -- Pneumatic Gun and Operating Mechanism, ngày 13 tháng 5 năm 1890
- Bằng sáng chế Hoa Kỳ số 434,662 -- Pneumatic Gun Valve, ngày 19 tháng 8 năm 1890
- Bằng sáng chế Hoa Kỳ số 469,822 -- Apparatus for Cleansing Wool..., ngày 1 tháng 3 năm 1892
- Bằng sáng chế Hoa Kỳ số 496,873 -- Machine for Forging and Compacting Ingots, ngày 9 tháng 5 năm 1893
- Bằng sáng chế Hoa Kỳ số 497,781 -- Machine Gun, ngày 23 tháng 5 năm 1893
- Bằng sáng chế Hoa Kỳ số 499,534 -- Feed for Machine Guns, ngày 13 tháng 6 năm 1893
- Bằng sáng chế Hoa Kỳ số 502,185 -- Machine Gun, ngày 25 tháng 7 năm 1893
- Bằng sáng chế Hoa Kỳ số 502,882 -- Feed for Magazine Guns, ngày 8 tháng 8 năm 1893
- Bằng sáng chế Hoa Kỳ số 504,831 -- Machine Gun, ngày 12 tháng 9 năm 1893
- Bằng sáng chế Hoa Kỳ số 513,997 -- Cartridge, ngày 6 tháng 2 năm 1894
- Bằng sáng chế Hoa Kỳ số 519,384 -- Bicycle, ngày 8 tháng 5 năm 1894
- Bằng sáng chế Hoa Kỳ số 549,122 -- Torch, ngày 5 tháng 11 năm 1895
- Bằng sáng chế Hoa Kỳ số 558,682 -- Combined Cotton Thinner and Cultivator, ngày 21 tháng 4 năm 1896

Sau khi chuyển đến New York, New York:
- Bằng sáng chế Hoa Kỳ số 603,271 -- Cotton Thinner, ngày 3 tháng 5 năm 1898
- Bằng sáng chế Hoa Kỳ số 634,451 -- Rein Controlling Means, ngày 10 tháng 10 năm 1899
- Bằng sáng chế Hoa Kỳ số 646,977 -- Machine for Thinning Out and Cultivating Cotton Plants, ngày 10 tháng 4 năm 1900
- Bằng sáng chế Hoa Kỳ số 651,659 -- Cultivator, ngày 12 tháng 6 năm 1900
- Bằng sáng chế Hoa Kỳ số 654,243 -- Motor-Driven Plow, ngày 24 tháng 7 năm 1900
- Bằng sáng chế Hoa Kỳ số 660,098 -- Motor Driven Vehicle, ngày 23 tháng 10 năm 1900
- Bằng sáng chế Hoa Kỳ số 668,853 -- Flushing Apparatus for Water Closets, ngày 26 tháng 2 năm 1901

Sau khi chuyển đến St. Louis, Missouri:
- Bằng sáng chế Hoa Kỳ số 696,808 -- Motor-Plow, ngày 1 tháng 4 năm 1902

## Những câu nói nổi tiếng
- "Súng là để cứu người"